# Подгорица (село)
 Тази статия е за българското село с това име.  За столицата на Черна гора вижте Подгорица.  
Подгорица е село в Североизточна България. То се намира в община Търговище, област Търговище.

## История
Разкопки на праисторическо селище Подгорица свидетелстват за селище от късния неолит, с площ от 6 дка, разположено върху ниско плато на 1 км северно от селото, от двете страни на надлеза. По време на археологически разкопки са проучени 74 жилища и ями. Допълнително е разкрита селищна могила от халколита, с диаметър 50 м и височина 8 м, разположена на 4 км северозападно от селото.
През османския период и до първата половина на ХХ век селото се нарича Акмехмед кьой. В селото се заселват българи от село Гердеме, днешно Хлябово, Елховско, и шопи от Кюстендилско.

## География
Селото се намира 223 метра надморска височина. Най-високата точка в селището е местността Дюза на 491 метра, а най-ниската е местността Хамбърлък – 192,7 m.
Землището на Подгорица е вълнообразно равнинно, на места пресечено, особено в западната и южната му част. Киселинността на почвите в цялото землище е слабо алкална. Землището на селото е разположено на вододела между басейните на реките Врана и Лом, поради което е бедно на водоизточници. Почвено-климатичните условия позволяват да се отглеждат всички културни растения, с изключение на особено топлолюбивите. В Подгорица има значителни пространства гори. Те са свързани с горите на съседните села: Здравец, Момино, Лиляк, Александрово, Пресиян, Горна Кабда, Долна Кабда, Марчино, Кошничари, Росина и образуват един огромен масив.

## Климат
Климатът на Подгорица е умерено континентален. За периода 1916 – 1955 г. средномесечните температури на въздуха и сумите на валежите са били:
|             | I    | II   | III | IV   | V    | VI   | VII  | VIII | IX   | X    | XI  | XII |
| Температура | -7,6 | -0,2 | 4,8 | 10,9 | 15,7 | 19,3 | 21,6 | 21,5 | 17,6 | 11,9 | 6,1 | 0,6 |
| Валежи      | 36   | 28   | 34  | 45   | 71   | 88   | 67   | 45   | 34   | 40   | 50  | 47  |

Средногодишната температура на въздуха е 10 °C. Най-студеният месец е януари, но даже и тогава температурите не са особено ниски. Само за кратко време, при това не всяка година, те падат до -15 до -20 "C. Средногодишните валежи са 585 литра на квадратен метър. Преобладаващите ветрове са североизточните, които са най-силни през есенно-зимния период.

## Население
Численост на населението според преброяванията през годините:
| \| Година на преброяване \| Численост \| \| --------------------- \| --------- \| \| 1934 \| 1308 \| \| 1946 \| 1090 \| \| 1956 \| 1098 \| \| 1965 \| 1131 \| \| 1975 \| 1040 \| \| 1985 \| 987 \| \| 1992 \| 1040 \| \| 2001 \| 972 \| \| 2011 \| 684 \| \| 2021 \| 479 \| |           |
| Година на преброяване | Численост |
| 1934 | 1308      |
| 1946 | 1090      |
| 1956 | 1098      |
| 1965 | 1131      |
| 1975 | 1040      |
| 1985 | 987       |
| 1992 | 1040      |
| 2001 | 972       |
| 2011 | 684       |
| 2021 | 479       |

### Етнически състав
Според преброяването на населението през 1880 г. в селото има 963 жители, от които 945 турци (98,13%) и 18 цигани (1,86%).
Преброяване на населението през 2011 г.
Численост и дял на етническите групи според преброяването на населението през 2011 г.:
|                     | Численост | Дял (в %) |
| Общо                | 684       | 100.00    |
| Българи             | 106       | 15.49     |
| Турци               | 459       | 67.10     |
| Цигани              | 6         | 0.87      |
| Други               | 29        | 4.23      |
| Не се самоопределят | 14        | 2.04      |
| Неотговорили        | 70        | 10.23     |

## Други
Транспортът до селото се поддържа от автобуси по линията Търговище-Попово. Има жп спирка на линията София-Варна.